# Man in an Orange Shirt
Man in an Orange Shirt (tj. Muž v oranžové košili) je britský dvoudílný film, který odvysílal televizní kanál BBC Two ve dnech 31. července a 7. srpna 2017. Film zachycuje vývoj britské společnosti od 40. let 20. století do současnosti v oblasti LGBT práv. Film byl natočen k 50. výročí zrušení trestnosti homosexuality v Británii.

## Děj
Druhá světová válka se blíží ke svému závěru. V polním lazaretu se potkávají bývalí spolužáci Michael a Thomas, kteří se zde léčí z vojenských zranění. Mezi nimi započne milostný vztah, který pokračuje i po válce v Londýně. Michael začíná kariéru bankéře a Thomas se živí jako malíř. Setkávají se tajně ve venkovském domě, který Michael zdědil po svých rodičích. Když se Michael ožení s Florou, jejich vztah ochladne. Po Flořině odhalení Michaelova vztahu se s Thomasem již vůbec nevídají a Michaelovo manželství je jen formální.
V roce 2017 žije Flora již jako vdova a z rodiny jí zbyl pouze vnuk Adam, který ji chodí pravidelně navštěvovat. Adam pracuje jako veterinář. Je gay, což jeho babička netuší, a žije velmi promiskuitním životem. Jednoho dne se seznámí v ordinaci se Stevem, který k němu přinese svou nemocnou kočku. Architekt Steve žije v nefunkčním vztahu s Casparem a cítí, že s Adamem by mohl začít nový vztah. Flora věnuje Adamovi zanedbaný venkovský dům po Michaelovi, kam odmítala celý život jezdit kvůli Thomasovi. Adam požádá Steva, aby se podílel na jeho renovaci a při restaurování objeví obraz, který Thomas kdysi věnoval Michaelovi a Floře jako svatební dar.

## Obsazení
| Julian Morris        | Adam Berryman    |
| Vanessa Redgrave     | Flora Berryman   |
| Oliver Jackson-Cohen | Michael Berryman |
| Flaminia Cinque      | Rita             |
| Joanna Vanderham     | Flora Talbot     |
| David Gyasi          | Steve            |
| James McArdle        | Thomas March     |
| Julian Sands         | Caspar Nicholson |
| Angel Coulby         | Claudie          |
| Andrew Havill        | major Fanshawe   |
| Eddie Arnold         | David            |
| Ben Barker           | Travis           |
| Oliver Finnegan      | Wykeham          |
| Hal Scardino         | Dwight           |
| Joanna David         | Jennifer         |
| Adrian Schiller      | Lucien           |
| Laura Carmichael     | Daphne           |
| Gay Hamilton         | Agnes            |
| Phil Dunster         | Bruno            |
| Arthur Bateman       | Robert           |